# František Oldřich Kinský
František Oldřich XI. kníže Kinský ze Vchynic a Tetova (německy Maria Franz Ulrich Johannes Clemens Christophorus Antonius Bonaventura 11. Fürst Kinsky von Wchinitz und Tettau; 7. října 1936, Vídeň – 2. dubna 2009, Buenos Aires) byl člen rodu Kinských, který od roku 2001 žádal po České republice navrácení majetku za zhruba 40 miliard Kč, které měl vlastnit v době druhé světové války. Měl rakouské, argentinské a české občanství.

## Původ a život
Jeho otec Ulrich Ferdinand Kinsky (Oldřich Ferdinand Kinský) byl československý občan německé národnosti, významný představitel Sudetoněmecké strany. Po odstoupení Sudet Německu se 20. listopadu 1938 stal na základě smlouvy s Německem německým občanem. Zemřel 19. prosince 1938 ve Vídni.
Jeho matka Mathilde, taktéž československá občanka německé národnosti, která se také stala německou občankou, vycestovala na německý pas 2. února 1940 i se synem do Argentiny, kde František Oldřich žil v Buenos Aires až do své smrti. Zde vlastnil firmu Argentina Wings S.A., která se zabývá honitbou, rybolovem a turistikou.
František Oldřich Kinský se domáhal majetku, který měl vlastnit v době druhé světové války. Tvrdil, že ho zdědil po svém pradědovi Ferdinandu Bonaventurovi Kinském, který zemřel v roce 1904, a prastrýci Karlu Kinském, který zemřel roku 1919. Tento způsob dědictví byl ale v Československu zrušen už v roce 1924.[zdroj?]
Ústavní soud České republiky v listopadu 2005 rozhodl, že majetky zabavené před 25. únorem 1948 nelze podobným způsobem vymáhat. František Oldřich tím ztratil možnost se soudit v desítkách žalob o tento majetek. Městský soud v Praze 26. ledna 2007 rozhodl, že František Oldřich Kinský má také české občanství. Důsledky tohoto rozhodnutí na vymáhání majetku jsou nejasné.

## Rodina
Poprvé se oženil 14. dubna 1965 v Buenos Aires (rozvedeni 25. dubna 1977) s Robertou Cavanagh (7. březen 1942 Buenos Aires – 2002), jejímž otcem byl argentinský hráč póla Roberto Cavanagh. Narodil se jim syn Karel Maxmilián (* 10. leden 1967 Buenos Aires), pozdější 12. kníže Kinský. Podruhé se oženil 24. října 1977 v Paříži s Helenou "Lenou" hraběnkou Hutten-Czapskou (9. říjen 1941 Varšava – 2012).